# Murray Rothbard Instituut
Het Murray Rothbard Instituut was een centrum voor onderzoek en educatie in de traditie van de Amerikaanse econoom Murray N. Rothbard. De vereniging legde zich toe op onderzoek en educatie rond de Oostenrijkse Economische School, praxeologie, het natuurrecht, de filosofie en de historiografie, en met de menswetenschappen in het algemeen, voor zover het direct of indirect verband houdt met het leven, het werk of de methodologie van Murray N. Rothbard.
Het instituut werd officieel gesticht in november 2007. Het is opgeheven in 2015.

## Publicaties
- Wat heeft de overheid met ons geld gedaan?, Murray Rothbard (dec. 2008)
- Het fundamenteel rechtsbeginsel, Frank van Dun (apr. 2008)
- Geld, Krediet en Crisis, Jesús Huerta de Soto (verwacht najaar 2009)